# Un anno/Nel ristorante di Alice
Un anno/Nel ristorante di Alice è un singolo dell'Equipe 84 pubblicato in Italia nel maggio 1968. 

## Descrizione
Il lato A, Un anno, versione italiana sempre scritta da Mogol del brano dei Traffic No face, no name and no number, sarà utilizzato come sigla di un ciclo della trasmissione radiofonica Gran varietà.
Il lato B, Nel ristorante di Alice, scritto da Ricky Gianco, Mogol, Gian Pieretti, richiama inequivocabilmente nel titolo Alice's Restaurant del 1967, disco di esordio e signature song di Arlo Guthrie. A differenza del brano del cantautore americano che era un monologo in cui si raccontava una storia basata su avvenimenti realmente accaduti, ma in realtà era una satira riferita alla guerra in Vietnam ed al servizio di leva obbligatorio, quella dell'Equipe 84 non affronta alcuno di questi temi ma è soltanto una canzone evocativa.
Entrambi i brani furono inclusi nell'album Stereoequipe.

## Tracce
Lato A
1. Un anno (testo: Mogol – musica: Jim Capaldi, Steve Winwood)

Lato B
1. Nel ristorante di Alice (testo: Mogol, Gian Pieretti – musica: Ricky Gianco, Maurizio Vandelli)

## Formazione
- Maurizio Vandelli: voce solista, chitarra, tastiere
- Victor Sogliani: voce, basso
- Alfio Cantarella: batteria
- Franco Ceccarelli: voce, chitarra